# La Candelaria, Colombia
La Candelaria är en ort i Colombia.   Den ligger i departementet Bogotá, i den centrala delen av landet, i huvudstaden Bogotá. La Candelaria ligger 2 662 meter över havet och antalet invånare är 23 985.
Terrängen runt La Candelaria är kuperad åt sydost, men åt nordväst är den platt. Runt La Candelaria är det mycket tätbefolkat, med 4 188 invånare per kvadratkilometer. Närmaste större samhälle är Bogotá, 2,2 km nordväst om La Candelaria. Runt La Candelaria är det i huvudsak tätbebyggt.